# Eva Lee
 (avril 2024).
La mise en forme du texte ne suit pas les recommandations de Wikipédia : il faut le « wikifier ».
Les points d'amélioration suivants sont les cas les plus fréquents :
- Les titres sont pré-formatés par le logiciel. Ils ne sont ni en capitales, ni en gras.
- Le texte ne doit pas être écrit en capitales (les noms de famille non plus), ni en gras, ni en italique, ni en « petit »…
- Le gras n'est utilisé que pour surligner le titre de l'article dans l'introduction, une seule fois.
- L'italique est rarement utilisé : mots en langue étrangère, titres d'œuvres, noms de bateaux, etc.
- Les citations ne sont pas en italique mais en corps de texte normal. Elles sont entourées par des guillemets français : « et ».
- Les listes à puces sont à éviter, des paragraphes rédigés étant largement préférés. Les tableaux sont à réserver à la présentation de données structurées (résultats, etc.).
- Les appels de note de bas de page (petits chiffres en exposant, introduits par l'outil «  Source ») sont à placer entre la fin de phrase et le point final[comme ça].
- Les liens internes (vers d'autres articles de Wikipédia) sont à choisir avec parcimonie. Créez des liens vers des articles approfondissant le sujet. Les termes génériques sans rapport avec le sujet sont à éviter, ainsi que les répétitions de liens vers un même terme.
- Les liens externes sont à placer uniquement dans une section « Liens externes », à la fin de l'article. Ces liens sont à choisir avec parcimonie suivant les règles définies. Si un lien sert de source à l'article, son insertion dans le texte est à faire par les notes de bas de page.
- La présentation des références doit suivre les conventions bibliographiques. Il est recommandé d'utiliser les modèles {{Ouvrage}}, {{Chapitre}}, {{Article}}, {{Lien web}} et/ou {{Bibliographie}}. Le mode d'édition visuel peut mettre en forme automatiquement les références.
- Insérer une infobox (cadre d'informations à droite) n'est pas obligatoire pour parachever la mise en page.

Pour une aide détaillée, merci de consulter Aide:Wikification.
Si vous pensez que ces points ont été résolus, vous pouvez retirer ce bandeau et améliorer la mise en forme d'un autre article.
Pour les articles homonymes, voir Lee.
Eva Lee (chinois : 李意恒, née le 7 août 1986) est une joueuse américaine de badminton,.

## Carrière

### 1997
Elle a commencé à jouer au badminton et s'entrainer avec son premier coach Peter Baum (ancien membre de l'équipe nationale des États-Unis).

### 1998
Elle a remporté ses trois premiers titres lors des championnats nationaux juniors des États-Unis.

### 1999
- Elle a remporté son premier titre à l'Open canadien junior (moins de 17 ans en simple).

### 2005
- Participation aux championnats du monde de badminton 2005 à Anaheim et s'est inclinée au premier tour.

### 2006
- Championnats intercollégiaux 2006 : championne en simple et en double lors des championnats d'État de la California Community College Athletic Association.
- Canadien International : Eva Lee a obtenu trois titres à l'Open du Canada[3]
- Boston Badminton Open : elle gagne le titre en double avec Mesinee Mangkalakiri (en) au Boston Badminton Open (en).

### 2007
- Jeux panaméricains : Lee a participé aux Jeux panaméricains de 2007 à Rio de Janeiro. Elle a remporté trois médailles d'or, un en simple dames, un en double dames avec Mesinee Mangkalakiri, et un autre en double mixte avec Howard Bach (en)[4].

### 2008
- Jeux olympiques d'été de Pékin : Lee s'est inclinée au premier tour face à la Canadienne Anna Rice. Bien qu'elle ait perdu le premier jeu, elle a fait un retour rapide dans le deuxième et a gagné. Dans le troisième, elle a maintenu son avance jusqu'à la moitié du match, où Anna Rice a pris le contrôle et a terminé le match.

## Résultats

### Jeux panaméricains
Simple dames
| Année | Lieu                                                         | Adversaire     | Score        | Résultat |
| ----- | ------------------------------------------------------------ | -------------- | ------------ | -------- |
| 2007  | Riocentro Sports Complex Pavilion 4B, Rio de Janeiro, Brésil | Charmaine Reid | 21–14, 21–18 | Or       |

Doubles dames
| Année | Lieu                                                         | Partenaire           | Adversaire                     | Score               | Résultat |
| ----- | ------------------------------------------------------------ | -------------------- | ------------------------------ | ------------------- | -------- |
| 2007  | Riocentro Sports Complex Pavilion 4B, Rio de Janeiro, Brazil | Mesinee Mangkalakiri | Charmaine Reid Fiona McKee     | 21–14, 21–15        | Or       |
| 2011  | Multipurpose Gymnasium, Guadalajara, Mexique                 | Paula Lynn Obañana   | Alex Bruce Michelle Li         | 21–12, 16–21, 19–21 | Bronze   |
| 2015  | Atos Markham Pan Am Centre, Toronto, Canada                  | Paula Lynn Obañana   | Lohaynny Vicente Luana Vicente | 21–14, 21–6         | Or       |

Double mixte
| Année | Lieu                                                         | Partenaire     | Adversaire               | Score              | Résultat |
| ----- | ------------------------------------------------------------ | -------------- | ------------------------ | ------------------ | -------- |
| 2007  | Riocentro Sports Complex Pavilion 4B, Rio de Janeiro, Brésil | Howard Bach    | Mike Beres Valerie Loker | 21–19, 21–16       | Or       |
| 2011  | Multipurpose Gymnasium, Guadalajara, Mexique                 | Halim Haryanto | Toby Ng Grace Gao        | 13–21, 21–9, 17–21 | Argent   |

### Championnats panaméricains
Double dames
| Année | Lieu                                                                                  | Partenaire           | Adversaire                     | Score               | Résultat |
| ----- | ------------------------------------------------------------------------------------- | -------------------- | ------------------------------ | ------------------- | -------- |
| 2007  | Calgary Winter Club, Calgary, Canada                                                  | Mesinee Mangkalakiri | Fiona McKee Charmaine Reid     | 20–22, 21–17, 18–21 | Argent   |
| 2013  | Palacio de los Deportes Virgilio Travieso Soto, Santo Domingo, République dominicaine | Paula Lynn Obañana   | Alex Bruce Phyllis Chan        | 21–15, 21–13        | Or       |
| 2014  | Markham Pan Am Centre, Markham, Canada                                                | Paula Lynn Obañana   | Lohaynny Vicente Luana Vicente | 23–21, 21–14        | or       |

Double mixte
| Année | Lieu                                                                                  | Partenaire  | Adversaire               | Score        | Résultat |
| ----- | ------------------------------------------------------------------------------------- | ----------- | ------------------------ | ------------ | -------- |
| 2007  | Calgary Winter Club, Calgary, Canada                                                  | Howard Bach | Mike Beres Valerie Loker | 21–18, 21–17 | Or       |
| 2013  | Palacio de los Deportes Virgilio Travieso Soto, Santo Domingo, République dominicaine | Howard Shu  | Toby Ng Alex Bruce       | 12–21, 21–23 | Argent   |

### BWF Grand Prix
Le BWF Grand Prix comportait deux niveaux, le Grand Prix et Grand Prix Gold. Il s'agit d'une série de tournois de badminton sanctionnés par la Fédération mondiale de badminton (BWF) et disputés entre 2007 et 2017.
Double dames
| Année | Tournoi         | Partenaire         | Adversaire                | Score        | Résultat  |
| ----- | --------------- | ------------------ | ------------------------- | ------------ | --------- |
| 2014  | U.S. Grand Prix | Paula Lynn Obañana | Hsieh Pei-chen Wu Ti-jung | 16–21, 10–21 | Finaliste |

Double mixte
| Année | Tournoi         | Partenaire  | Adversaire                      | Score        | Résultat  |
| ----- | --------------- | ----------- | ------------------------------- | ------------ | --------- |
| 2009  | U.S. Open       | Howard Bach | Alvin Lau Jiang Xuelian         | 21–13, 21–12 | Vainqueur |
| 2014  | U.S. Grand Prix | Howard Shu  | Peter Käsbauer Isabel Herttrich | 12–21, 14–21 | Finaliste |

 Tournoi BWF Grand Prix Gold
 Tournoi BWF Grand Prix

### BWF Challenge/International Series
Simple dames
| Année | Tournoi                | Adversaire    | Score        | Résultat  |
| ----- | ---------------------- | ------------- | ------------ | --------- |
| 2006  | Canadian International | Denyse Julien | 21–12, 21–12 | Vainqueur |

Double dames
| Année | Tournoi                                | Partenaire           | Adversaire                             | Score               | Résultat  |
| ----- | -------------------------------------- | -------------------- | -------------------------------------- | ------------------- | --------- |
| 2006  | Canadian International                 | Mesinee Mangkalakiri | Caren Hueckstaedt Razi Huwaina         | 21–13, 21–14        | Vainqueur |
| 2007  | Irish International                    | Mesinee Mangkalakiri | Huang Bing Chloe Magee                 | 15–21, 21–9, 11–21  | Finaliste |
| 2008  | Banuinvest International               | Mesinee Mangkalakiri | Olga Golovanova Anastasia Prokopenko   | 18–21, 15–21        | Finaliste |
| 2010  | Brazil International                   | Paula Lynn Obañana   | Iris Wang Rena Wang                    | 14–21, 21–11, 21–12 | Vainqueur |
| 2011  | Guatemala International                | Paula Lynn Obañana   | Grace Gao Joycelyn Ko                  | 19–21, 21–18, 21–13 | Vainqueur |
| 2011  | Brazil International                   | Paula Lynn Obañana   | Alex Bruce Michelle Li                 | 21–14, 21–17        | Vainqueur |
| 2011  | Norwegian International                | Paula Lynn Obañana   | Lotte Jonathans Paulien van Dooremalen | 17–21, 21–6, 21–13  | Vainqueur |
| 2012  | Swedish Masters                        | Paula Lynn Obañana   | Mariana Agathangelou Heather Olver     | 15–21, 12–21        | Finaliste |
| 2012  | Austrian International                 | Paula Lynn Obañana   | Ng Hui Ern Ng Hui Lin                  | 16–21, 18–21        | Finaliste |
| 2012  | Polish Open                            | Paula Lynn Obañana   | Mariana Agathangelou Heather Olver     | 12–21, 21–23        | Finaliste |
| 2012  | Tahiti International                   | Paula Lynn Obañana   | Alex Bruce Michelle Li                 | 21–13, 21–12        | Vainqueur |
| 2013  | Canadian International                 | Paula Lynn Obañana   | Alex Bruce Phyllis Chan                | 15–21, 14–21        | Vainqueur |
| 2013  | Bulgarian International                | Paula Lynn Obañana   | Gabriela Stoeva Stefani Stoeva         | 15–21, 10–21        | Finaliste |
| 2014  | Peru International                     | Paula Lynn Obañana   | Nicole Grether Charmaine Reid          | 21–14, 21–15        | Vainqueur |
| 2014  | Guatemala International                | Paula Lynn Obañana   | Paula B Pereira Fabiana Silva          | 11–3, 11–3, 11–10   | Vainqueur |
| 2014  | USA International                      | Paula Lynn Obañana   | Naoko Fukuman Kurumi Yonao             | 10–21, 23–25        | Finaliste |
| 2015  | Guatemala International                | Paula Lynn Obañana   | Johanna Goliszewski Carla Nelte        | 18–21, 22–24        | Finaliste |
| 2015  | Bulgarian International                | Paula Lynn Obañana   | Gabriela Stoeva Stefani Stoeva         | 14–21, 10–21        | Finaliste |
| 2015  | Chile International Challenge          | Paula Lynn Obañana   | Lohaynny Vicente Luana Vicente         | 21–17, 21–16        | Vainqueur |
| 2016  | Austrian Open                          | Paula Lynn Obañana   | Ekaterina Bolotova Evgeniya Kosetskaya | 11–21, 21–23        | Finaliste |
| 2016  | Tahiti International                   | Paula Lynn Obañana   | Akane Araki Ayaka Kawasaki             | 13–21, 12–21        | Finaliste |
| 2016  | Yonex / K&amp;D Graphics International | Paula Lynn Obañana   | Jing Yu Hong Beiwen Zhang              | 17–21, 20–22        | Finaliste |

Doubles mixte
| Année | Tournoi                    | Partenaire                  | Adversaire                     | Score                          | Résultat  |
| ----- | -------------------------- | --------------------------- | ------------------------------ | ------------------------------ | --------- |
| 2006  | Canadian International     | Howard Bach                 | William Milroy Tammy Sun       | 21–19, 21–15                   | Vainqueur |
| 2007  | Miami Pan Am International | Howard Bach                 | Mike Beres Valerie Loker       | 21–17, 23–21, 20–22            | Finaliste |
| 2007  | Irish International        | Howard Bach                 | Wouter Claes Nathalie Descamps | 21–10, 21–13                   | Vainqueur |
| 2010  | Brazil International       | Halim Haryanto              | Hock Lai Lee Priscilla Lun     | 21–11, 22–20                   | Vainqueur |
| 2011  | Peru International         | Halim Haryanto              | Toby Ng Grace Gao              | 11–21, 21–14, 15–21            | Finaliste |
| 2011  | Brazil International       | Halim Haryanto              | Glenn Warfe Leanne Choo        | 21–11, 21–15                   | Vainqueur |
| 2013  | Italian International      | Zvonimir Đurkinjak          | Jacco Arends Selena Piek       | 23–21, 21–18                   | Vainqueur |
| 2014  | Peru International         | Christian Yahya Christianto | Derrick Ng Michelle Li         | 21–16, 21–18                   | Vainqueur |
| 2014  | Guatemala International    | Howard Shu                  | Phillip Chew Jamie Subandhi    | 10–11, 11–5, 11–10, 8–11, 11–5 | Vainqueur |

 Tournoi BWF International Challenge
 Tournoi BWF International Series
 Tournoi BWF Future Series